# Попечитель учебного округа
Попечи́тель уче́бного о́круга — должностное лицо, возглавлявшее в Российской империи учебный округ — территориальную единицу управления учебными заведениями, подведомственными Министерству народного просвещения, в 1803—1917 годах. 

## История
С 1803 года все учебные заведения Министерства народного просвещения России в административном отношении были разделены на 6 округов, и управление данными округами было возложено на попечителя. Данная должность старшего местного начальника учебных заведений ведомства министерства просвещенния была введена в этом же году, то есть 1803 согласно «Предварительным правилам народного просвещения», сформировавшим в России систему из 6 учебных округов во главе с университетами. Главной задачей попечителя являлось осуществление связи между университетом и Министерством народного просвещения России  (с 1835 года к попечителям от университета перешёл также административный надзор за средними и начальными училищами учебного округа). Территория учебного округа, возглавляемого попечителем, охватывала несколько губерний. Попечитель управлял только заведениями ведомства Министерства народного просвещения, учебные заведения, находившиеся в ведении других министерств и ведомств, попечителю учебного округа не подчинялись.
При образовании первых шести учебных округов в 1803 году было определено, что попечители каждого университета (первоначально во главе округа стояли университеты) назначались из числа членов Главного правления училищ, выполнявшего функции совета Министерства народного просвещения. В первоначальный состав попечителей входили влиятельные сановники М. Н. Муравьев (товарищ министра народного просвещения и попечитель Московского университета), Н. Н. Новосильцов (попечитель Санкт-Петербургского учебного округа и президент Академии наук, князь А. А. Чарторыйский (попечитель Виленского университета и товарищ министра иностранных дел), а также граф С. О. Потоцкий (попечитель Харьковского университета), Ф. И. Клингер (попечитель Дерптского университета) и С. Я. Румовский (попечитель Казанского университета).
Попечитель учебного округа был чиновником Министерства народного просвещения, состоявшем в чине III—IV классов по Табели о рангах (тайный советник или действительный статский советник).
Назначение попечителей из числа университетских профессоров не всегда было правилом. На начальном этапе существования учебных округов их попечителями часто назначались выдающиеся личности, которые выступали не столько как индивидуальные учёные-исследователи, сколько как организаторы системы образования, руководители университетов. После разделения в 1835 году управления высшим образованием и образованием низших ступеней (народным образованием) ректоров университетов, попечительствующих над учебными округами по совместительству, постепенно вытесняют администраторы губернского уровня, а к 1850-м годам, в последнее десятилетие так называемой «николаевской России» — генералы, не всегда отличавшиеся высоким уровнем интеллекта, и строившие взаимоотношения с преподавателями и учащимися по образцам, принятым в русской армии того времени.
Примером в известном смысле легендарного попечителя николаевской эпохи был генерал-адъютант В. И. Назимов, принявший попечительство над Московским учебным округом в 1849 году. П. Д. Шестаков, назначенный инспектором Московского университета уже после перевода Назимова губернатором в Вильно (а с 1865 года по 1883 год — сам попечитель одного из важнейших учебных округов, Казанского), оставил в своих мемуарах следующие воспоминания о В. И. Назимове:

При первом посещении Московского университета, «найдя в актовой зале девять ниш, занятых статуями муз, и видя, что десятая ниша пустая, Назимов приказал в пустой поставить десятую музу»

Присутствуя на экзамене из естественной истории, он, услышав ответ студента, что слон съедает в день сто пудов сена, заметил: «ну, это слишком уж много», а когда профессор сказал: это гипербола, ваше превосходительство, то попечитель обратился к студенту с укором: «видите, это гипербола съедает сто пудов сена, а вы сказали — слон».— Шестаков П. Д. — Воспоминания о В. И. Назимове